# Capaci
Capaci est une commune italienne de la province de Palerme, dans la région Sicile.

## Histoire
C'est sur le territoire de la commune, sur le tronçon autoroutier reliant Palerme à l'aéroport de Punta Raisi, qu'a eu lieu, le 23 mai 1992, l'attentat mafieux causant la mort du juge Giovanni Falcone.
La ville est jumelée à Meythet, ville situé en Haute Savoie.

## Administration
| Période                                  | Période | Identité | Étiquette | Qualité |
| ---------------------------------------- | ------- | -------- | --------- | ------- |
|                                          |         |          |           |         |
| Les données manquantes sont à compléter. |         |          |           |         |

### Hameaux
Villaggio Sommariva

### Communes limitrophes
Isola delle Femmine, Carini, Torretta